# Município de Bath (condado de Summit, Ohio)
Localização do Ohio nos E.U.A.
O município de Bath (em inglês: Bath Township) é um município localizado no condado de Summit no estado estadounidense de Ohio. No ano 2010 tinha uma população de 9.702 habitantes e uma densidade populacional de 166,49 pessoas por km².

## Geografia
O município de Bath encontra-se localizado nas coordenadas 41° 10′ 44″ N, 81° 38′ 57″ O. Segundo a Departamento do Censo dos Estados Unidos, o município tem uma superfície total de 58.27 km², da qual 57.84 km² correspondem a terra firme e (0.74%) 0.43 km² é água.

## Demografia
Segundo o censo de 2010, tinha 9702 pessoas residindo no município de Bath. A densidade de população era de 166,49 hab./km².